# El mundo de Suzie Wong
El mundo de Suzie Wong es una película de 1960 basada en el libro del mismo nombre escrito por Richard Mason en 1957.
La obra es sobre un artista inglés, Robert Lomax, quien mientras está en Hong Kong se enamora de la encantadora y misteriosa prostituta Suzie Wong. El tema principal es la colisión de dos culturas vista a través de una historia clásica de amor prácticamente imposible.
La novela fue adaptada para teatro en 1958 por David Merrick, actuando en la primera producción William Shatner y France Nuyen.
La película fue dirigida por Richard Quine, siendo protagonizada por William Holden, Nancy Kwan, Sylvia Syms, y Michael Wilding.
- Datos: Q7576284
- Multimedia: The World of Suzie Wong (film) / Q7576284